# استیتال هورن
استیتال هورن (به لاتین: Steitalhorn) یک کوه در سوئیس است که در بخش ویسپ واقع شده‌است. استیتال هورن ۳٬۱۶۴ متر بالاتر از سطح دریا واقع شده‌است.